# Corning Inc.
Вижте пояснителната страница за други значения на Корнинг.
Corning Incorporated е американска компания, специализирана в производството на специални стъкла, керамика и свързаните с тях материали и технологии, усъвършенствана оптика, предимно за промишлени и научни приложения. Компанията се нарича Corning Glass Works до 1989 г. През 1998 г. Corning продава своите производствени мощности за потребителски продукти.

## История
Corning Glass Works е основана през 1851 г. от Амори Хоутон в Съмървил, щата Масачузетс, първоначално като Bay State Glass Co. По-късно тя се премества в Уилямсбърг, Бруклин, Ню Йорк, преименувана е на Brooklyn Flint Glass Works. Компанията се премества отново в град Корнинг, щат Ню Йорк, през 1868 г. под ръководството на сина на основателя, Амори Хоутън-младши.
Corning изработва огледало за телескоп с размер 5,1 m за Обсерваторията Паломар между 1934 и 1936 г. от боросиликатно стъкло с ниско топлинно разширение.
След Втората световна война компанията прави много научно обосновани иновации.
През 1962 г. Corning разработва Chemcor – ново закалено автомобилно предно стъкло, проектирано да бъде по-тънко и по-леко от съществуващите предни стъкла, което намалява риска от нараняване, когато при счупване се разбива на малки парченца.
През есента на 1970 г. компанията обявява, че нейни изследователи са демонстрирали оптично влакно с ниско оптично затихване от 17 dB/km чрез легиране (дотиране) кварцово стъкло с титан. Няколко години по-късно тя създава влакно със затихване само 4 dB/km, като използва германиев диоксид като легираща добавка в сърцевината. Такива ниски стойности на затихване правят оптичните влакна подходящи за телекомуникациите и компютърните мрежи. Corning се превръща във водещ световен производител на оптични влакна.
През 1977 г. се обръща значително внимание на проекта Z Glass на Corning. Z Glass е продукт, използван в телевизионните кинескопи. Проектът обаче не дава резултат. Поради редица фактори, чието точно естество е предмет на спор, този проект се счита за рязка загуба на печалба и производителност. През следващата година проектът се възстановява частично. Този инцидент се цитира като казус от Harvard School of Business.
На 25 октомври 2011 г. Corning представя Gorilla Glass (Lotus Glass), екологично чисто и високоефективно стъкло, предназначено за OLED и LCD приложения.
В Corning работят около 61 200 души по целия свят, а продажбите ѝ през 2021 г. възлизат на 14,08 млрд. щатски долара. В продължение на много години компанията е в списъка на списание Fortune на 500-те най-големи компании, като през 2015 г. е класирана на 297-о място.
Компанията си сътрудничи и с различни организации в провеждането на изследователски дейности (вкл. с МФТИ).